# Vogelscheuche

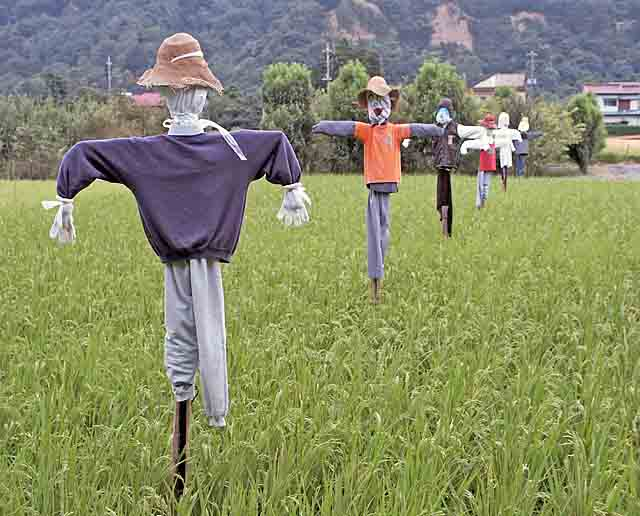
Vogelscheuchen auf einem Reisfeld in Japan

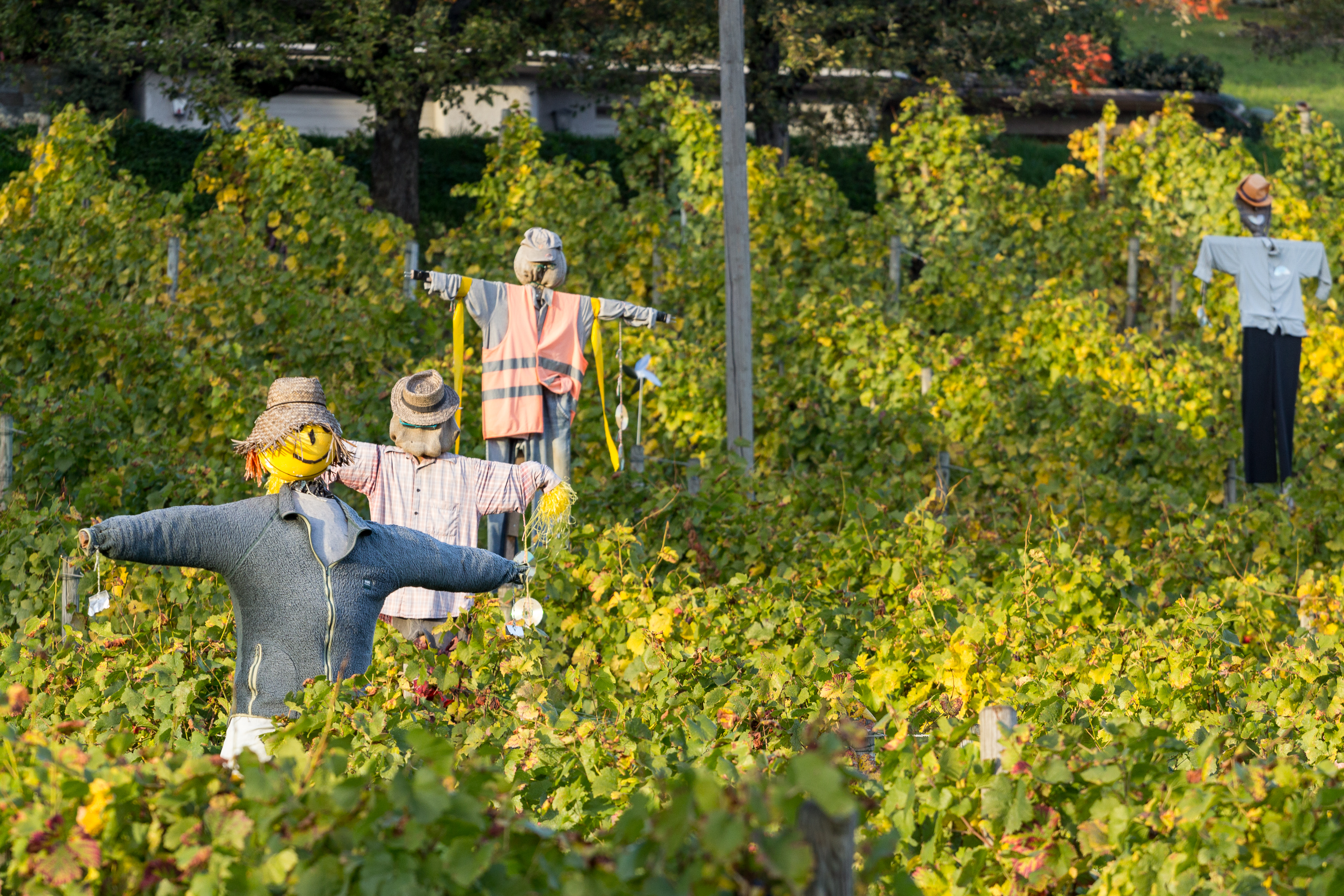
Vogelscheuchen im Weinberg bei Thayngen (Schweiz)

Die Vogelscheuche ist eine in der Regel menschenähnliche Figur aus Holzstangen und alten Kleidungsstücken, die durch ihre Silhouette und Bewegungen im Wind Vögel, beispielsweise Stare und Krähen, von Feldern oder Gärten fernhalten soll, um angebaute Samen, Pflanzen und deren Früchte zu schützen.
Umgangssprachlich wird der Begriff auch für Menschen verwendet, die als unordentlich und hässlich empfunden werden („sieht aus wie eine Vogelscheuche“).
Der Klapotetz ist eine steirische Variante einer Vogelscheuche, die Vögel durch ihr Klappern abschrecken soll.

## Varianten und Wirksamkeit
Wahrscheinlich sind Vogelscheuchen schon bald nach der Einführung des Garten- und Ackerbaus entstanden. Sie werden bis heute auch in asiatischen Reisfeldern oder in den USA eingesetzt, wo sie scarecrows heißen. Weltweit knüpfen sich volkstümliche Bräuche an sie. Eine Vogelscheuche, mit der das Äußere eines Menschen imitiert wird, wirkt als Attrappe.
Da sich Vogelscheuchen ungebrochen gehalten haben, kann an ihrem Nutzen kaum gezweifelt werden. Allerdings schwankt ihr Erfolg je nach Machart und Einsatzort. Ein grundsätzliches Problem stellt die Gewöhnung der Vögel an dieses Abschreckungsmittel dar, so dass oft empfohlen wird, die Vogelscheuche hin und wieder zu verlegen oder gegen ein anderes Modell auszutauschen.
Traditionell setzt man beim „Betrieb“ von Vogelscheuchen vorwiegend auf Wind und Sonne, wird doch ihre Wirksamkeit, neben der abschreckenden Gestalt, vor allem von Bewegungs-, Licht- und Knalleffekten ausgemacht, wobei sich oft Kombinationen empfehlen, beispielsweise durch glitzernde Flatterbänder oder Ketten aus Blechdosen. Die „klassische“ Vogelscheuche sollte also leicht bewegbare Ärmel oder Bänder und reflektierende Teile aufweisen.

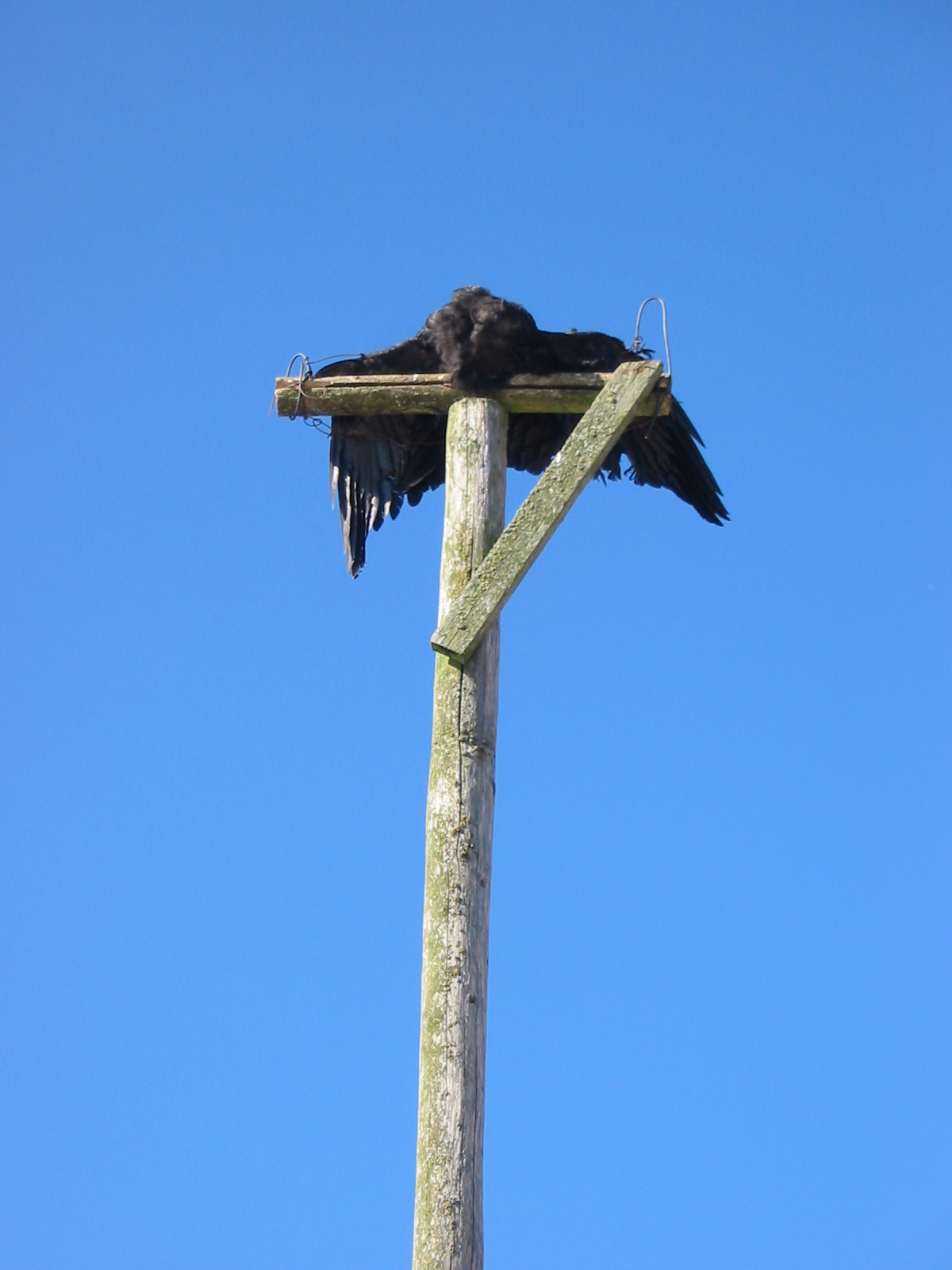
Vogelscheuche im Weinberg

Hersteller von Vogel-Attrappen in Drachen-Form wollen systematisch herausgefunden haben, dass diese Abwehrmaßnahme die erfolgreichste sei. Nach anderen Quellen lassen sich zumindest Krähen von Drachen kaum oder gar nicht beeindrucken.

## Vogelscheuchen in der Kunst

### Literarische Werke
- In Christian Morgensterns Gedicht Die Vogelscheuche verspotten die Raben die Vogelscheuche, deren Nutzlosigkeit sie durchschaut haben: „Die Raben rufen: Krah, krah, krah! Du bist ja nur ein blosser Stock, mit Stiefeln, Hosen, Hut und Rock.“[5]
- In seinem Gedicht Im lieben Deutschland daheime geißelt Heinrich Heine die Mutlosigkeit der Deutschen, sich gegen ihre Unterdrücker zu wehren: „Doch lockt die Kirsche noch so sehr, die Vogelscheuche schreckt noch mehr. Wir lassen uns wie Spatzen einschüchtern von Teufelsfratzen.“[6]
- In William Shakespeares Drama Heinrich VI. klagt General Talbot, die Franzosen hätten ihn während seiner Gefangenschaft auf den Märkten wie eine Vogelscheuche zum Gespött der Menge als Kinderschreck vorgeführt: „Dieß, sagten sie, ist der Franzosen Schrecken, die Vogelscheu, wovor den Kindern graut.“[7]
- In dem amerikanischen Märchen Der Zauberer von Oz von L. Frank Baum erfüllt der Zauberer einer Vogelscheuche ihren Herzenswunsch und schenkt ihr das heiß ersehnte Gehirn.
- In dem satirischen Roman Die Vogelscheuche. Mährchen-Novelle in fünf Aufzügen von Ludwig Tieck (1835) dient eine „lederne Vogelscheuche a. D.“ als Galionsfigur eines Vereins literarischer Philister.[8]

### Film
- Der spanische Kurzfilm La leyenda del espantapájaros ‚Die Legende von der Vogelscheuche‘ von Marco Besas erzählt die traurigschöne Geschichte von der Freundschaft zwischen einer einsamen Vogelscheuche und einer blinden Krähe.[9]
- Der sowjetische Spielfilm Vogelscheuche erzählt die Geschichte eines Mädchens, das als „Vogelscheuche“ von seinen Mitschülern verspottet und gemobbt wird. Das Drehbuch entstand nach dem gleichnamigen Roman von Wladimir Schelesnikow.

### Malerei

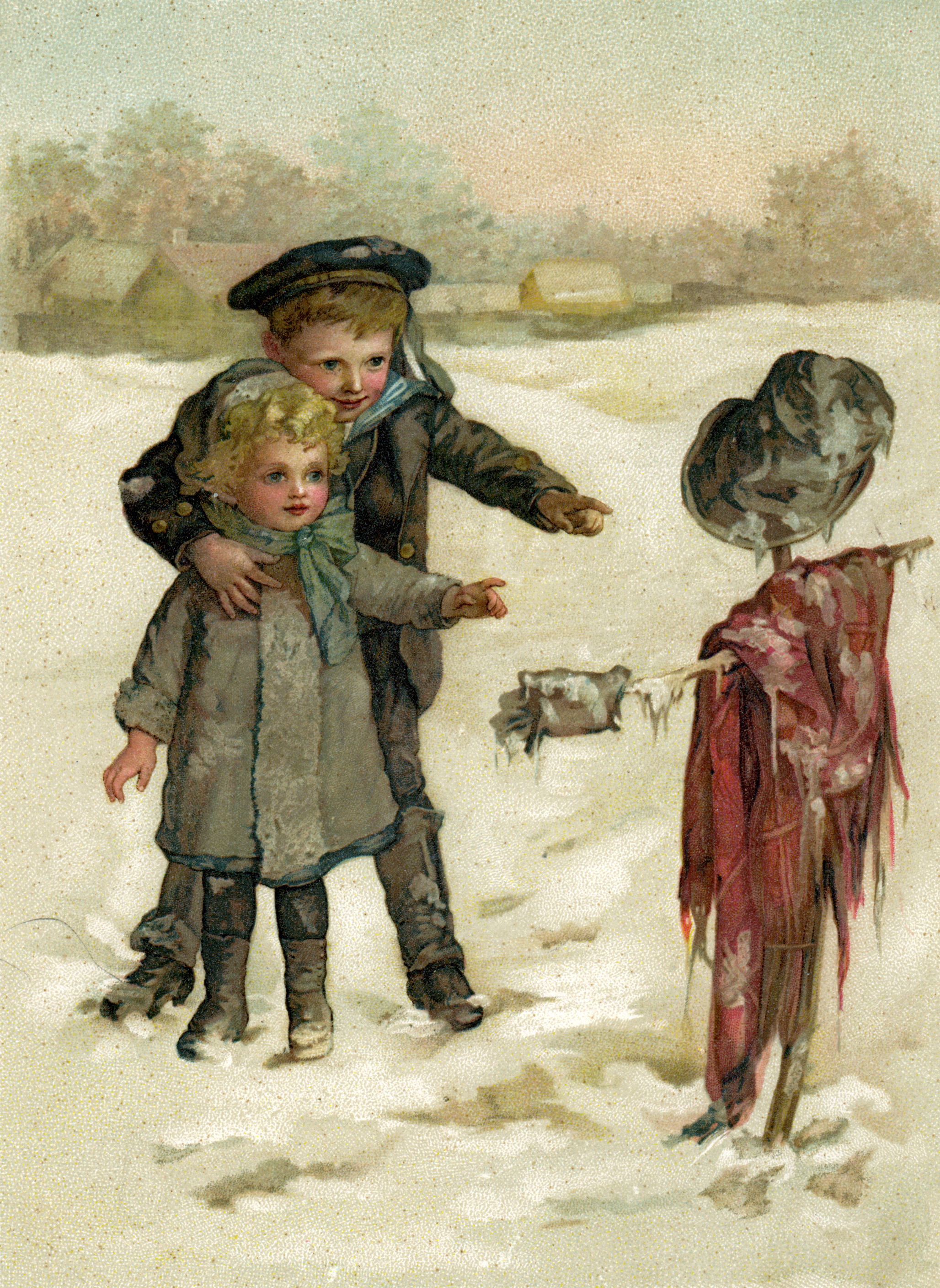
Illustration aus dem Bilderbuch „Lass dir was erzählen“ Theodor Stroefer’s Kunstverlag (ca. 1890)
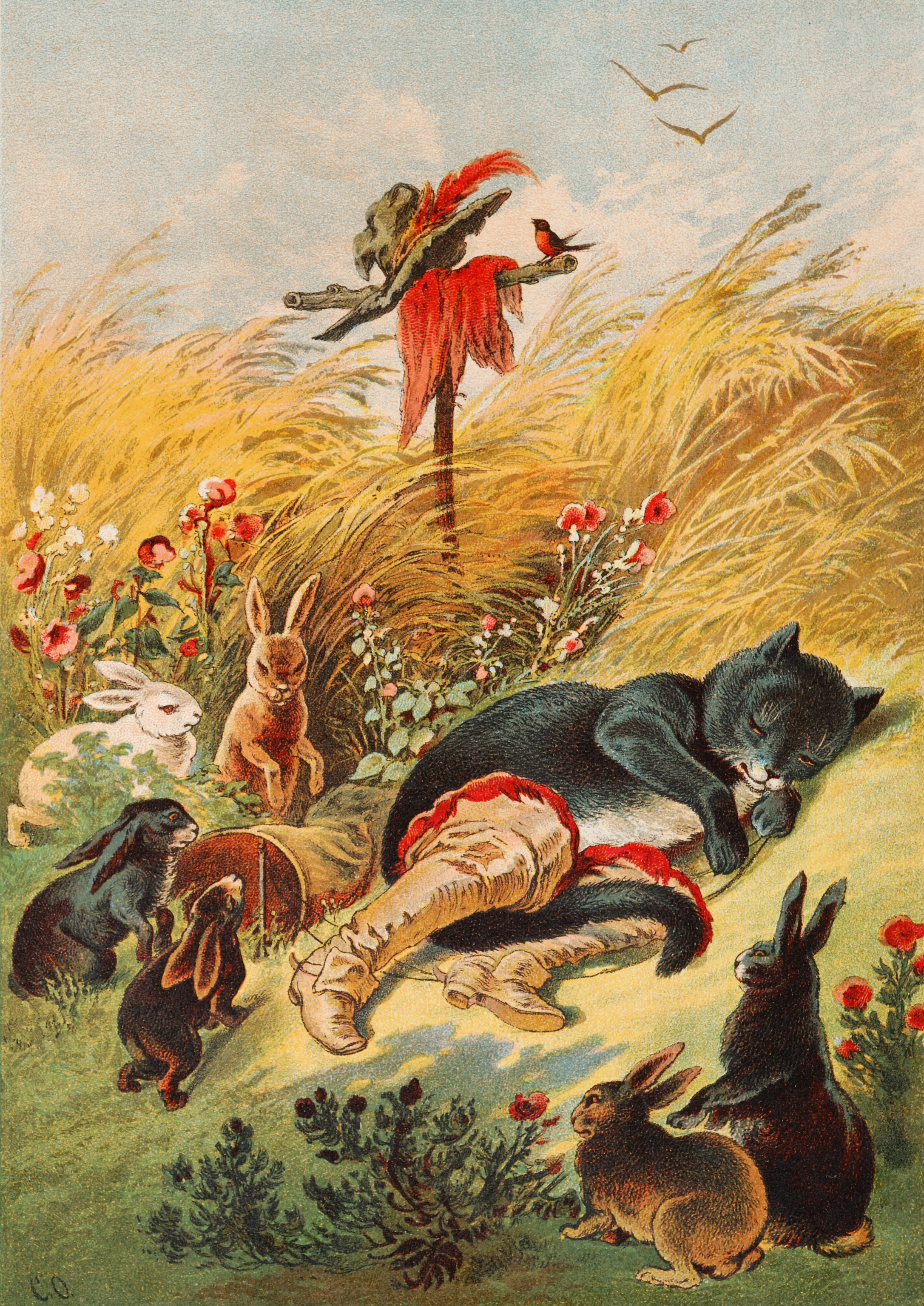
Carl Offterdinger, Illustration Der gestiefelte Kater in Mein erstes Märchenbuch (1895)
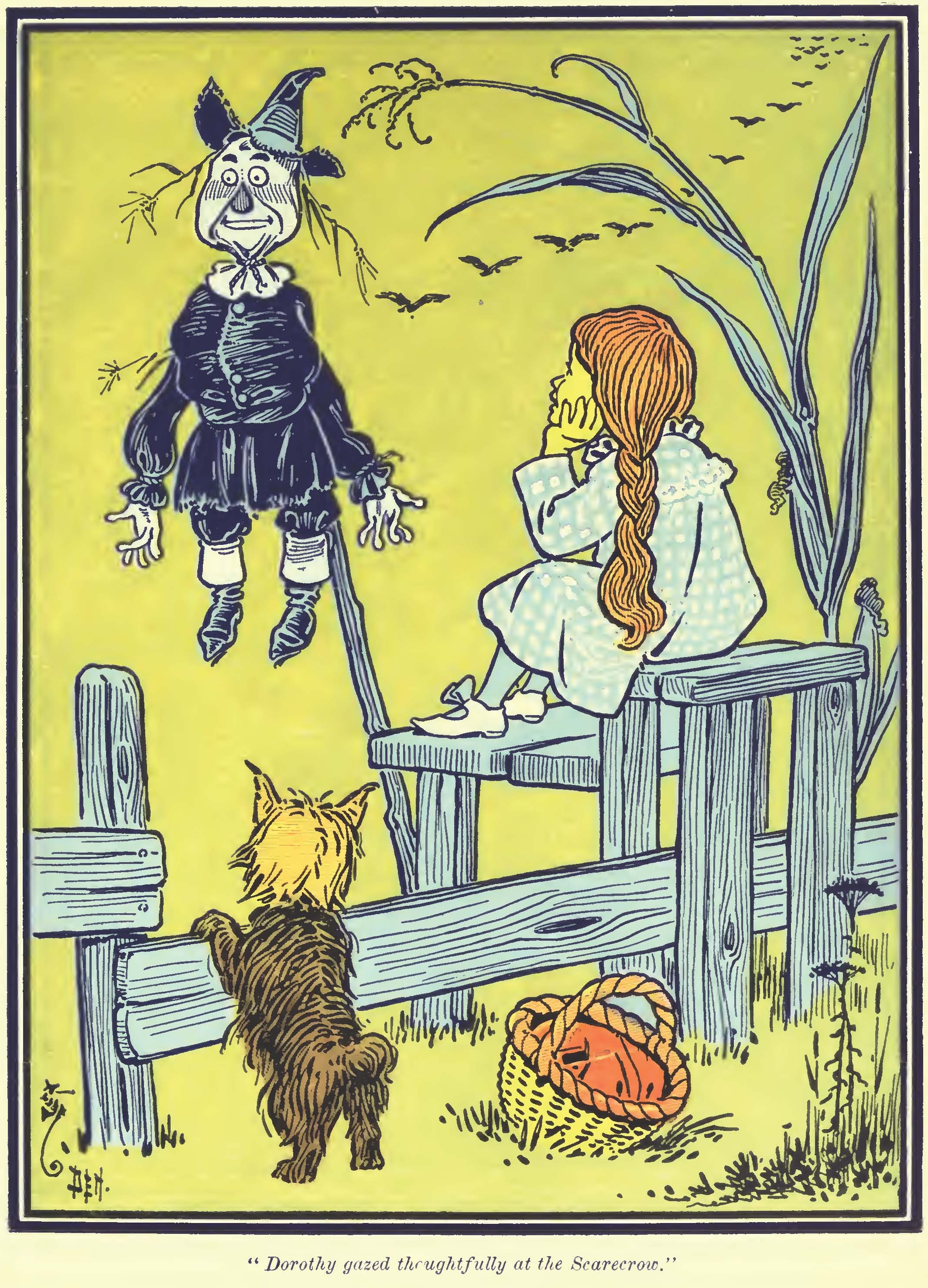
W. W. Denslow, Illustration Dorothee und die Vogelscheuche in Der Zauberer von Oz (1900)
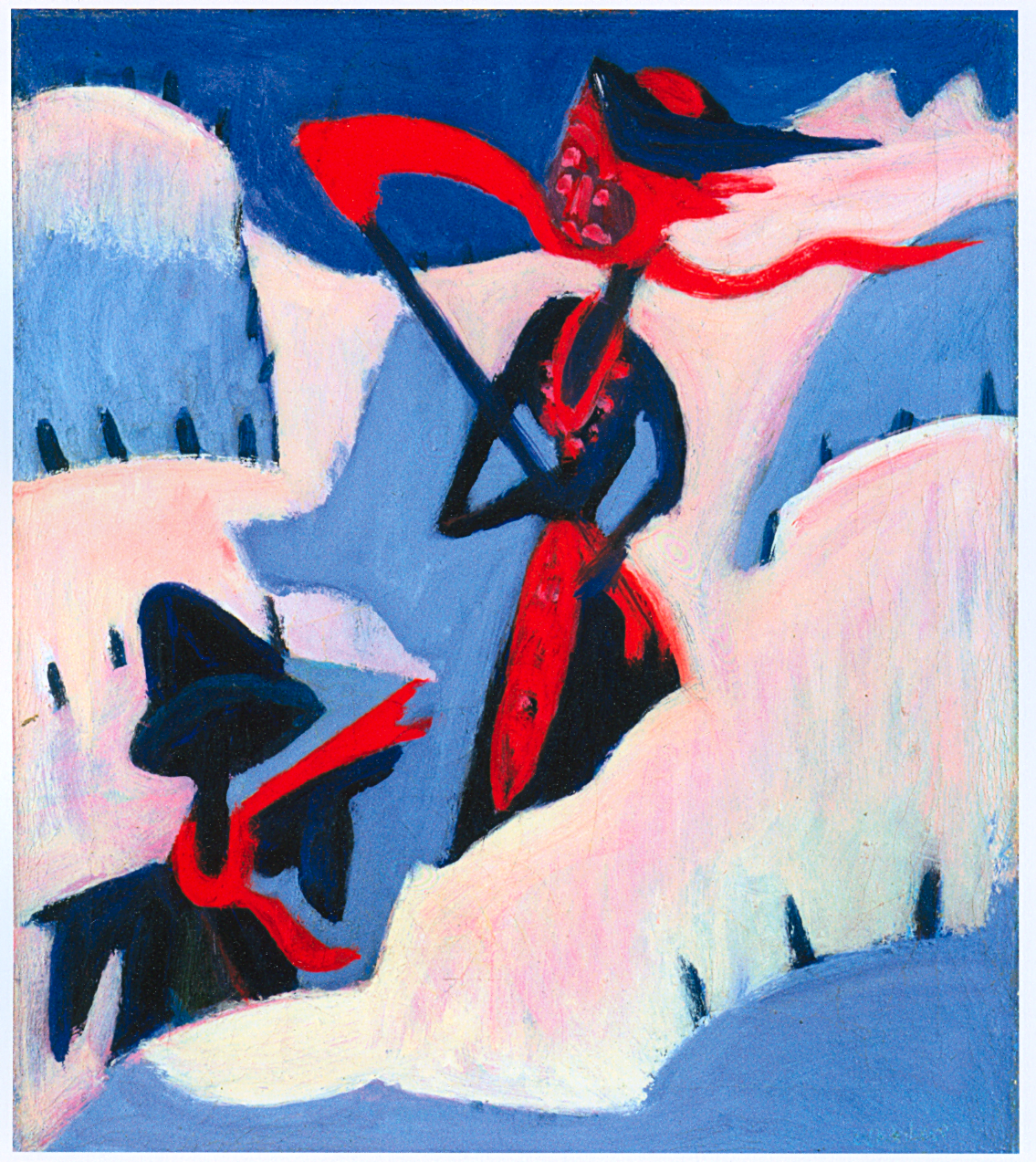
Ernst Ludwig Kirchner: Hexe und Vogelscheuche im Schnee (1932)